# Афленц-Курорт
Афленц-Курорт (нем. Aflenz Kurort) — расформированная ярмарочная коммуна (нем. Marktgemeinde), входившая в состав округа Брукк-ан-дер-Мур (федеральная земля Штирия). Население по состоянию на 1 января 2011 года — 1033 человека.
1 января 2015 года в результате административно-территориальной реформы Штирии на основе коммун Афленц-Курорт и Афленц-Ланд была образована новая ярмарочная коммуна Афленц.

## История
Первое упоминание о населённом пункте под названием «Avelniz» датируется 1025 годом.
До основания города, его землями владели аббаты монастыря Санкт-Ламбрехт. Территория нынешнего Афленц-Курорта также была частью герцогства Штирии, отделившегося от Баварии в 1180 году. В 1192 году Штирия и Австрия объединились в династическую унию.
В 1458 году Афленц получил статус торгового города, который ему даровал император Фридрих III.

## География
Афленц-Курорт расположен в озёрной долине, в Штирии и является соседней общиной для Афленц-Ланд.
Площадь Афленц-Курорта — 16,1 км².

## Политическая ситуация
Бургомистр коммуны — Ханс Хельмут Финдинг (GfA) по результатам выборов 2005 года.
Совет представителей коммуны (нем. Gemeinderat) состоит из 15 мест.
- местный список: 7 мест.
- АНП занимает 5 мест.
- СДПА занимает 2 места.
- Партия Aflenz-Aktiv занимает 1 место.